# 挪威狹鱈
挪威狹鱈為輻鰭魚綱鱈形目鱈科狹鱈屬的唯一種，分布於東北大西洋的挪威及巴倫支海海域，棲息深度可達1280公尺，本魚背鰭3個，臀鰭2個，背鰭相距甚遠，藍色的背部，分級蒼白銀白色的腹部，背部和上雙方的色斑，體長可達50公分，棲息在中底層水域。
2008年的形态学和遗传学研究表明，挪威狹鱈和黄线狭鳕很可能为同一物种。